# Uşak
Uşak es una ciudad situada en el centro de Turquía y capital de la provincia de Uşak. Cuenta con una población de 172 709 habitantes (2007).
La ciudad de Uşak se encuentra a 210 km de Esmirna, principal centro urbano de la región. Gracias a su ubicación entre la meseta de Anatolia Central y la región del Egeo, y al clima y la producción agrícola, tradicionalmente Uşak ha tenido una fuerte base industrial. Uşak fue la primera ciudad de Turquía en tener una red de electricidad urbana, la primera donde se firmó un acuerdo colectivo de relaciones laborales, durante la época otomana, entre los trabajadores del sector del cuero. Además, también se estableció la primera fábrica de la Turquía republicana, una fábrica de azúcar, gracias a la iniciativa privada de empresarios locales. La tradición industrial continúa hoy en día con dos zonas industriales.

## Alfombras de Uşak

Los Embajadores, de Hans Holbein el Joven, 1533 (National Gallery de Londres), donde se ve una alfombra de Uşak.

Durante la época preindustrial, Uşak ya era un centro importante de producción y exportación, especialmente de alfombras. Las alfombras de Uşak también se llamaba alfombras de Holbein en referencia al pintor del siglo XVI Hans Holbein el Joven, quien las plasmó de forma detallada en sus cuadros, reflejando su popularidad en el mercado europeo.
Aunque los diseños de las alfombras han cambiado desde entonces, sigue siendo una industria importante que hace que el nombre de la ciudad tenga relevancia en el mercado de las alfombras, tanto artesanales como industriales. El distrito de Eşme, por otro lado, es famoso por los kilims.

## Historia
Los primeros estados organizados que se sabe que gobernaron la región fueron los frigios en la parte oriental y los lidios en la occidental durante el siglo VII a. C. El tesoro de Karun, descubierto por cazatesoros en Uşak en 1965 y cuyo contrabando y posterior recuperación después de décadas del Metropolitan Museum of Art de Nueva York tuvo gran repercusión a nivel internacional, ofrece una idea del alto nivel de civilización alcanzado en estos estados de Anatolia. La región de Lidia fue conquistada por el Imperio persa en el siglo VI a. C. y por Alejandro Magno en el siglo IV a. C. El Imperio romano, el Bizantino, el Beylik de Germiyan y finalmente el Imperio otomano a partir de 1429 gobernaron Uşak.
Uşak fue ocupada por el ejército griego entre el 28 de agosto de 1920 y el 1 de septiembre de 1922. Durante la retirada, las tropas incendiaron la ciudad, provocando importantes daños. Al día siguiente, el general Nikolaos Trikoupis fue capturado cerca de Uşak, en el pueblo de Göğem (actualmente, el pueblo se encuentra bajo las aguas de una presa). 
Fue un distrito de la provincia de Kütahya hasta 1953, año en que se constituyó la provincia de Uşak.